# Гаврилюк Іван Михайлович
Іван Михайлович Гаврилюк (2 квітня 1939, Буглів — 28 березня 2008, Київ) — український художник-графік, ілюстратор. Член НСХУ (1985).

## Життєпис
Гаврилюк Іван Михайлович народився 2 квітня 1939 р. в селі Буглів Лановецького району Тернопільської області. Художник-графік. Член Спілки художників з 23 грудня 1984 року. Закінчив Львівський Поліграфічний інститут ім. І.Федорова у Львові, один з плеяди найвідоміших творців культури української книжки.
Перший творчий рік відбувся в м. Нукус, столиці Каракалпакії (Узбецька РСР). Станкова графіка на теми Алішера Навої, знаходиться в місцевому музеї.
За тридцять років праці у видавництві «Дніпро», пройшов шлях від художнього редактора до головного художника й створив дизайн і графічне оформлення понад двохсот книжок.
Серед книг які оформив Іван у вид-ві "Дніпро" є Єнеїда (поема) Івана Котляревського.
Багато книжок відзначені грамотами якості. На різних імпрезах помічені окремими нагородами, так книжка Льва Толстого «Анна Кареніна» завоювала срібну медаль на ВДНХ у Москві.
Автор дизайну серій «Українська література ХХ ст.» (видавництво «Фоліо» — Харків), «Українська Модерна Література» (видавництво «Час», «Гелікон» — Київ), де зараз йде в дизайні майстра десятитомове видання «Вибраних творів В'ячеслава Чорновола». Три книжки серії «Українська Модерна Література» здобули І премію за 1999, 2000 та 2002.
Також Іван Гаврилюк створив художнє оформлення для десятків книжок видавництв «Наукова думка», «Молодь», «Веселка», «Смолоскип», «Обереги», «Око» та ін.
Його ілюстрації до книжок і станкова графіка позначені вишуканістю образно-пластичної мови і неповторним ліризмом.
Похований у в селі Буглів Лановецького району Тернопільської області.

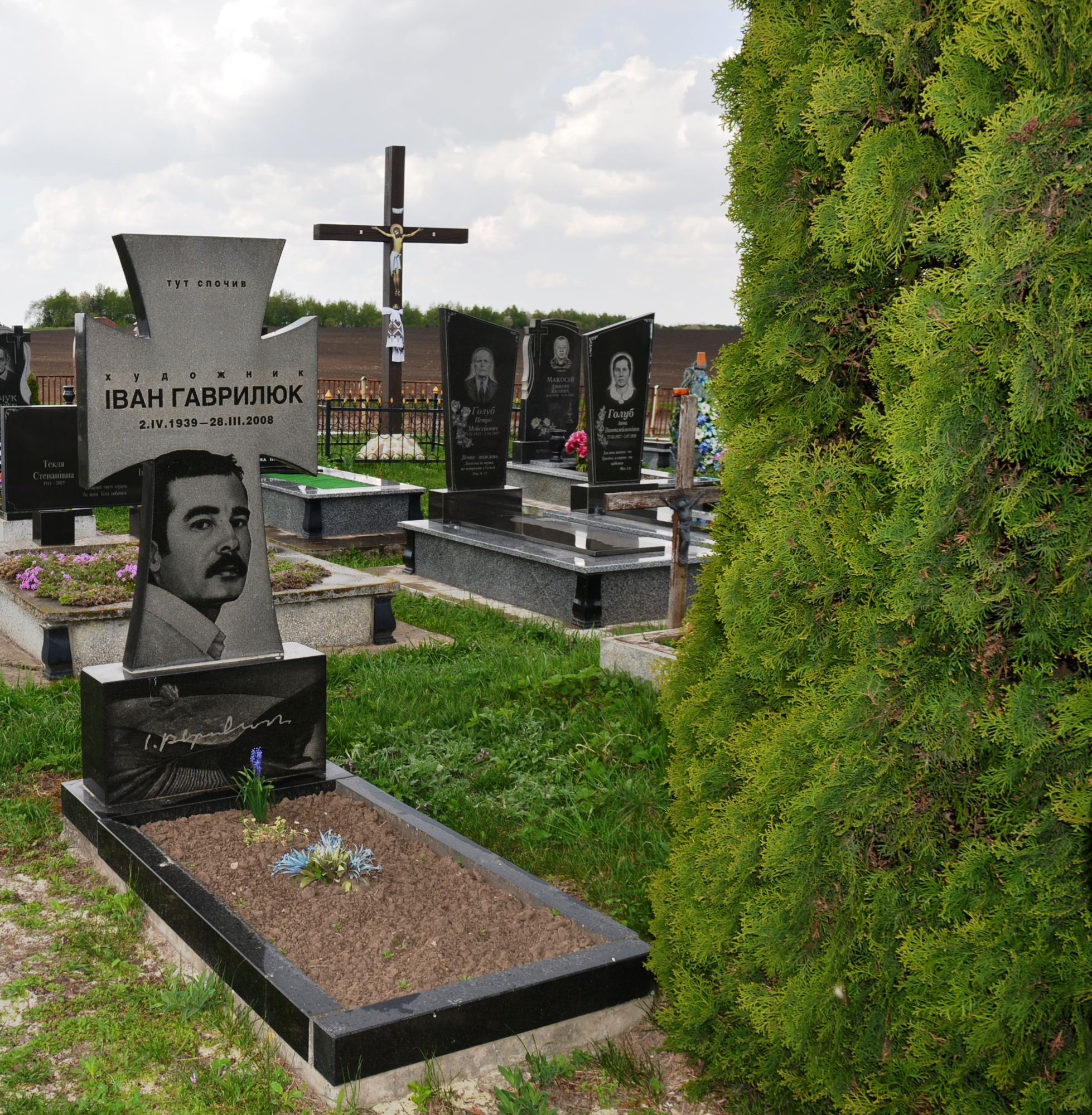
Могила Гаврилюк Івана Михайловича у с. Буглів

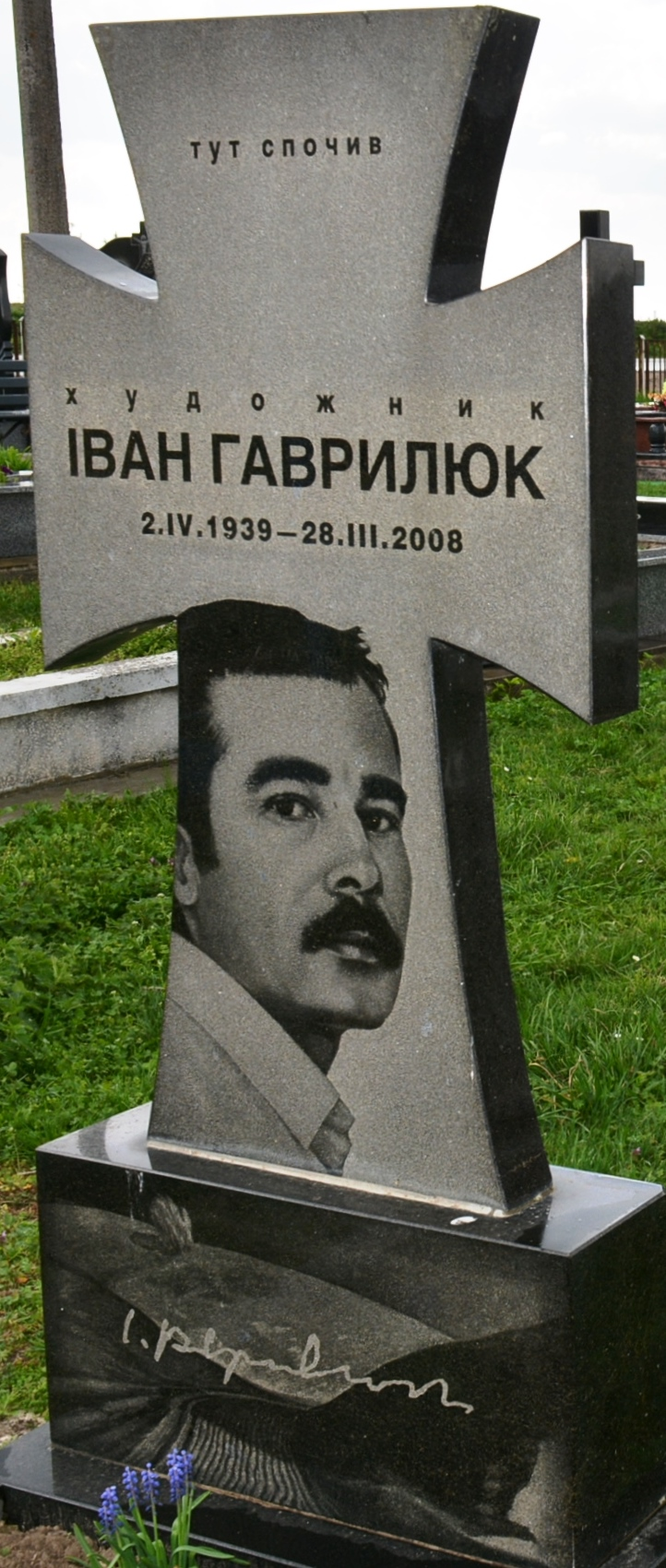
Могила Гаврилюк Івана Михайловича у с. Буглів